# René Stern
René Stern (* 15. Mai 1972 in Rostock) ist ein deutscher Schachspieler.
Er erlangte 1992 den Titel eines Internationalen Meisters und im August 2014 den Großmeistertitel. Die Großmeisternormen erreichte er bei der Europameisterschaft 2007 in Dresden sowie in der Saison 2013/14 der Schachbundesliga. Zu seinen Erfolgen zählen der Gewinn der Deutschen Meisterschaft im Schnellschach im Jahr 2010 und der Deutschen Meisterschaft im Blitzschach im Jahr 2013.
Darüber hinaus siegte René Stern in den Jahren 2010, 2011, 2012 und 2014 bei den Berliner Schachmeisterschaften. Gegenwärtig spielt er für den SK König Tegel, mit dem er in den Spielzeiten 2006/07, 2009/10, 2011/12 und 2013/14 in der ersten Bundesliga startete. Zuvor war er bereits in der Saison 1990/91 mit dem Delmenhorster Schachklub und von 1991 bis 1996 mit dem SV Empor Berlin in der ersten Bundesliga vertreten; mit Empor Berlin gewann er auch die DDR-Mannschaftsmeisterschaft 1990.